# Myctophum asperum
Myctophum asperum is een  straalvinnige vissensoort uit de familie van de lantaarnvissen (Myctophidae). De wetenschappelijke naam van de soort werd in 1845 gepubliceerd door Richardson.

## Kenmerken
Dit zilvergrijze visje heeft lichtgevende organen op lichaam en kop. De plaatsing van deze organen is van belang voor de herkenning voor de diverse soorten. De lengte van de vis bedraagt maximaal 7 cm.

## Leefwijze
Het voedsel van deze diepzeevisjes bestaat hoofdzakelijk uit planktonkreeftjes. Zelf dienen ze als voedsel voor zeevogels, robben en grote vissen.

## Verspreiding
Deze soort komt voor in de diepere wateren van de Atlantische-, Grote en Indische Oceaan.